# Michel Eusèbe Mathias Betting de Lancastel
Pour les articles homonymes, voir Betting (homonymie).
Michel Eusèbe Mathias Betting de Lancastel, né le 5 mars 1797 (15 ventôse de l'an V) à Sarre-Union (Bas-Rhin) et mort le 18 février 1863 à Paris, est un homme politique français.

## Biographie
Michel Eusèbe Mathias Betting de Lancastel est le fils de Nicolas Betting de Lancastel, sous-préfet de Saverne, et de Françoise Elisabeth Henry. Marié à Cornélie Anne Gilbert, il est le beau-père de l'amiral Jean Théobald Lagé.
Avant de se lancer en politique, ce négociant et armateur, est vice-président du conseil d'administration de la Compagnie du chemin de fer de Tours à Nantes, président de la chambre de commerce de Nantes, secrétaire général de la préfecture du Haut-Rhin, puis de directeur général de l'intérieur à l'île Bourbon. Après son départ de l'île en souvenir de son administration, le nom de Lancastel est donné à un des canaux de la colonie.
Le 22 août 1824, il est fait chevalier de la Légion d'honneur et est élevé au grade d'officier le 18 avril 1843.
Membre du conseil municipal de Nantes en 1849, il se présente à l'Assemblée législative et est élu 7e sur 11, député de la Loire-Inférieure avec 69 225 voix.
Il siège à droite et vote l'expédition de Rome, ainsi que les lois nouvelles sur la liberté de l'enseignement et sur la réforme du suffrage universel.
Une voie de Saint-Denis, sur l'île de la Réunion, porte son nom.

## Publications
- Considérations sur l'Etat des Juifs dans la société chrétienne : et particulièrement en Alsace (1824)